# آینه عظیم عشق مردانه
آینه عظیم عشق مردانه (به ژاپنی: 男色大鑑) با عنوان دیگر «عشق به پسران در سرزمین ما» مجموعه‌ای از داستان‌های همجنسگرایانه است که توسط ایهارا سایکاکو نوشته شده‌است. این مجموعه شامل هشت فصل است که هر فصل پنج قسمت دارد که در کل چهل قسمت می‌شوند.

## مقبولیت کتاب
نخستین انتشار این کتاب در آستانه سال نو ۱۶۸۷ بود که در آن سال فروش بالایی داشت.